# 욧카이치역
욧카이치역(일본어: 四日市駅)은 일본 미에현 욧카이치시에 있는 도카이 여객철도 · 일본화물철도 간사이 본선의 역이다.

## 타는 곳
| 1 | ■ 간사이 본선  | 하행         | 가메야마 방면      |                 |
| 1 | ■ 이세 철도 선 | 이세 선 경유 | 쓰 · 마쓰사카 방면 | 특급 · 쾌속     |
| 2 | ■ 간사이 본선  | 상행         | 나고야 방면        | 일부 1번 승강장 |
| 3 | ■ 이세 철도 선 | 이세 선 직통 | 쓰 방면            | 보통 열차       |

## 이용 현황
| 연도     | 하루 평균 승차인원 |
| 1998년도 | 2,420명            |
| 1999년도 | 2,421명            |
| 2000년도 | 2,407명            |
| 2001년도 | 2,319명            |
| 2002년도 | 2,252명            |
| 2003년도 | 2,247명            |
| 2004년도 | 2,209명            |
| 2005년도 | 2,258명            |
| 2006년도 | 2,197명            |
| 2007년도 | 2,232명            |
| 2008년도 | 2,238명            |
| 2009년도 | 2,210명            |
| -------- | ------------------ |

## 역 주변
- 욧카이치 시청
- 국도 제23호선
- 국도 제164호선
- 도호 가스 욧카이치 영업소

## 인접정차역
| 도카이 여객철도 간사이 본선 | 도카이 여객철도 간사이 본선 | 도카이 여객철도 간사이 본선      |
| --------------------------- | --------------------------- | -------------------------------- |
| 구와나 나고야 방면          | ■ 쾌속 '미에'               | 스즈카 (이세 철도) 가메야마 방면 |
| 구와나 나고야 방면          | ■ 쾌속                      | 미나미욧카이치 가메야마 방면     |
| 도미다하마 나고야 방면      | ■ 구간쾌속 · ■ 보통         | 미나미욧카이치 가메야마 방면     |
| 시·종착역                   | ■ 이세 철도 이세 선 보통    | 미나미욧카이치 가메야마 방면     |
| 간사이 본선 화물 지선       |                             |                                  |
| 시·종착역                   | ■ 간사이 본선 지선          | 시오하마 시오하마 방면           |